# Champanhac e la Noalha
Champanhac la Noalha (en francès Champagnac-la-Noaille) és un municipi francès situat al departament de la Corresa i a la regió de la Nova Aquitània.

## Demografia
| 1962                                       | 1968 | 1975 | 1982 | 1990 | 1999 | 2007 |
| ------------------------------------------ | ---- | ---- | ---- | ---- | ---- | ---- |
| 351                                        | 315  | 293  | 258  | 221  | 189  | 218  |
| Des de 1962: població sense dobles comptes |      |      |      |      |      |      |

## Administració
| Període | Identitat       | Partit |
| ------- | --------------- | ------ |
| 2005-   | Jean-Marie Nard |        |